# Budislav (okres Tábor)
Budislav (německy Budislau) je obec v okrese Tábor v Jihočeském kraji. Leží devatenáct kilometrů jihovýchodně od Tábora. Žije v ní 370 obyvatel. Budislaví protéká Černovický potok.

## Historie
První písemná zmínka o obci pochází z roku 1357.

## Obyvatelstvo
| Rok            | 1869 | 1880 | 1890 | 1900 | 1910 | 1921 | 1930 | 1950 | 1961 | 1970 | 1980 | 1991 | 2001 | 2011 | 2021 |
| -------------- | ---- | ---- | ---- | ---- | ---- | ---- | ---- | ---- | ---- | ---- | ---- | ---- | ---- | ---- | ---- |
| Počet obyvatel | 960  | 912  | 950  | 870  | 816  | 801  | 623  | 531  | 602  | 541  | 540  | 477  | 449  | 449  | 392  |
| Počet domů     | 126  | 125  | 138  | 138  | 135  | 135  | 144  | 140  | 126  | 123  | 133  | 161  | 166  | 166  | 188  |

## Obecní správa

### Části obce
- Budislav
- Hlavňov
- Záluží u Budislavě

V letech 1850–1879 a v letech 1960–1992 k obci patřil i Katov a od 1. července 1980 do 23. listopadu 1990 také Chotěmice.

### Obecní symboly
Znak a vlajka byly obci uděleny rozhodnutím předsedy Poslanecké sněmovny Parlamentu České republiky dne 5. března 2015.

## Pamětihodnosti
- Kostel Nanebevzetí Panny Marie
- Socha Panny Marie na návsi
- Fara
- Památník obětí druhé světové války
- Zámecký rybník
- Mlýn

## Rodáci
- Josef Havel (1930–2008), šlechtitel z Hlavňova